# Syndicate (videojuego de 1993)
Syndicate es un videojuego de táctica en tiempo real con perspectiva isométrica creado por la desaparecida empresa Bullfrog Productions. El jugador controla a un grupo de cyborgs que realizan misiones de combate para una corporación en un futuro cyberpunk.
Las misiones se realizan en futuristas ciudades, plagadas de vehículos, todo tipo de peatones y policías. Al ir completando misiones, en las cuales se suele eliminar a algún personaje o facción contraria, el jugador dispone de dinero para realizar modificaciones en los personajes, desarrollar y comprar equipo y armas. El objetivo final es controlar todo el planeta.
En 2012 la empresa Starbreeze Studios lanzó una adaptación de Syndicate al estilo de juego de disparos en primera persona con el mismo nombre.